# 親子丼

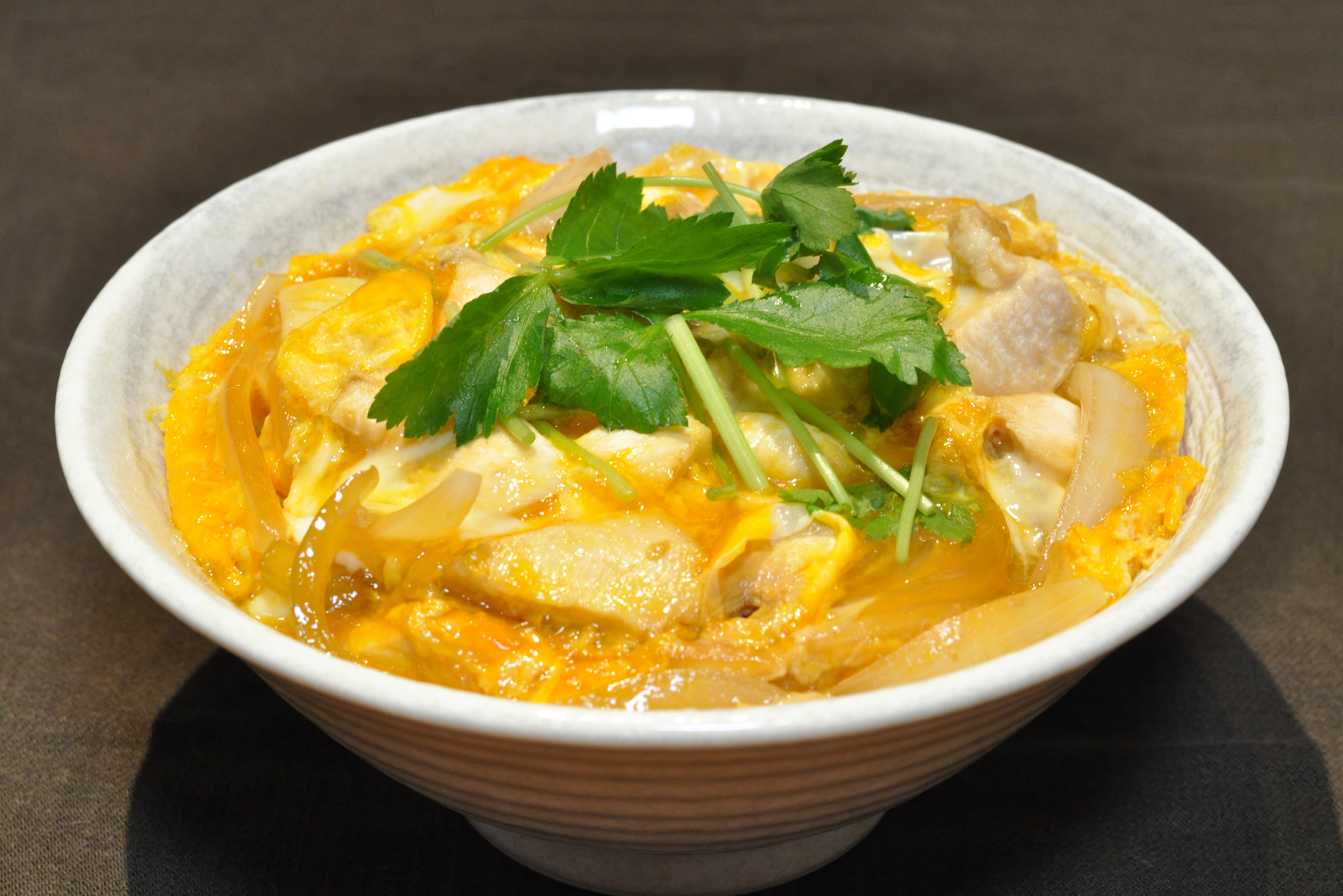
親子丼

親子丼（日语：／ Oyakodon */?），又稱滑蛋雞肉飯，是日本的一種米食類料理。主要食材是雞肉和雞蛋，故稱為親子丼。若同時包含魚肉與魚卵的丼物也稱為「海鮮親子丼」，如「鮭魚親子丼」。

## 由來
以雞肉、雞蛋、洋蔥等覆蓋在飯上，再以碗盛裝而成的丼物，「親子」的名稱是因為丼物裡面同時包含雞肉與雞蛋而來。親子丼由一間叫的餐廳開始，本是販售「軍雞鍋」（鬥雞鍋），也就是將雞肉煮熟後，再淋上蛋汁一起食用的料理。當時日本的雞蛋價格非常昂貴，客人認為若因軍雞鍋吃不完而丟棄是很浪費的事，所以就把剩下的料理和白飯拌在一起食用，沒想到味道相當可口，來店的客人與日遽增，一直到第五代老闆上任後，才正式將雞肉覆蓋蛋汁，再淋在飯上來銷售，並命名為親子丼。

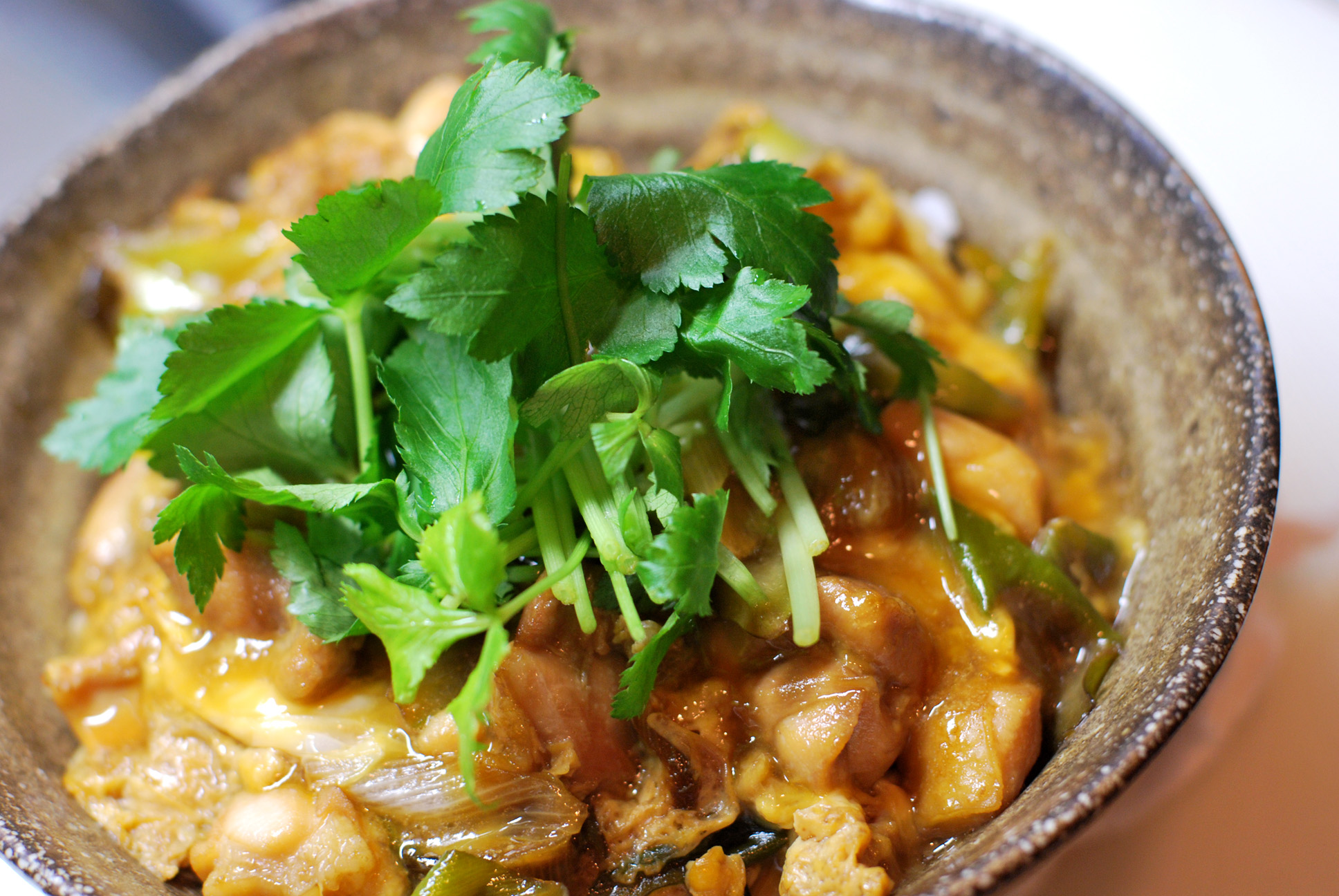
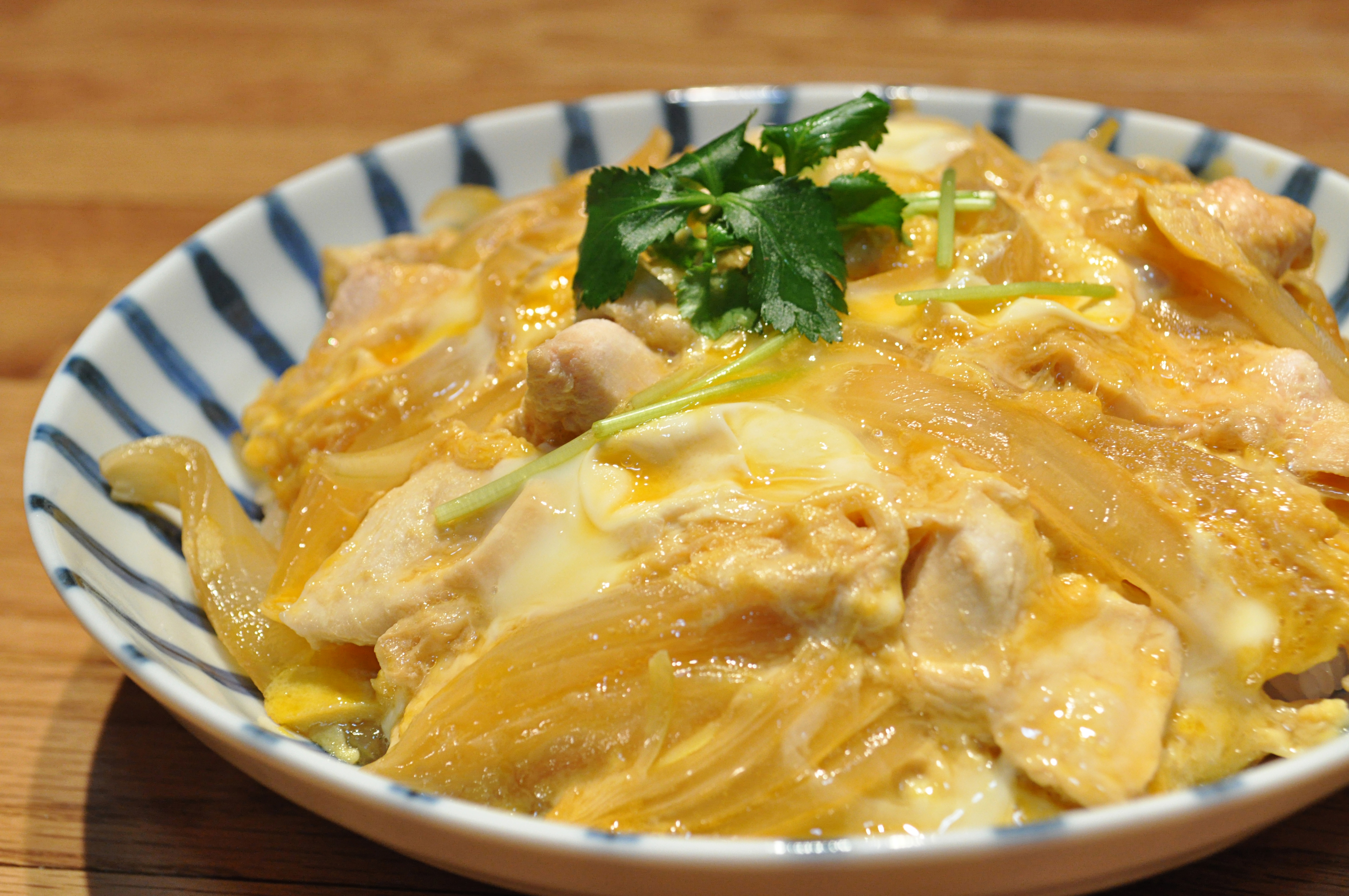
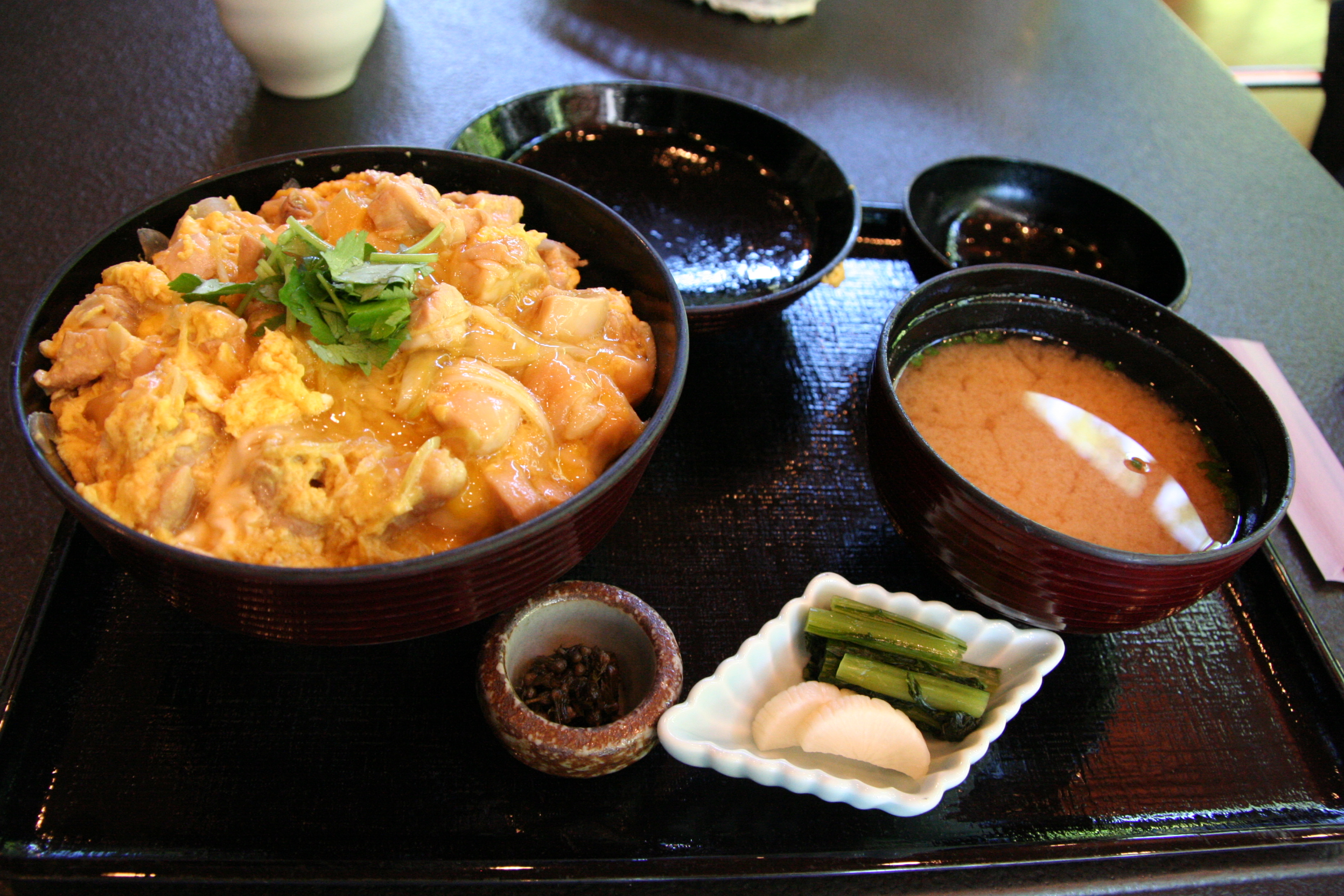